# Castruccio Castracani
Castruccio Castracani, född 1281 och död 1328, var en italiensk kondottiär.
Castracani tjänade först i utländsk krigstjänst, och återvände därefter till Lucca och spelade en viktig roll i kejsar Ludvig av Bajerns italienska politik. Denne utnämnde Castacani till kejserlig riksvikarie och hertig av Lucca. Efter Castracanis död fördrevs hans söner från hertigdömet.